# Alex Partridge
Alexander Matthew Partridge –conocido como Alex Partridge– (San Francisco, Estados Unidos, 25 de enero de 1981) es un deportista británico que compitió en remo.
Participó en dos Juegos Olímpicos de Verano, obteniendo dos medallas, plata en Pekín 2008 y bronce en Londres 2012, en la prueba de ocho con timonel.
Ganó seis medallas en el Campeonato Mundial de Remo entre los años 2001 y 2011.

## Palmarés internacional
| Juegos Olímpicos   | Juegos Olímpicos      | Juegos Olímpicos  | Juegos Olímpicos   |
| Año                | Lugar                 | Medalla           | Prueba             |
| ------------------ | --------------------- | ----------------- | ------------------ |
| 2008               | Pekín (China)         | Medalla de plata  | Ocho con timonel   |
| 2012               | Londres (Reino Unido) | Medalla de bronce | Ocho con timonel   |
| Campeonato Mundial |                       |                   |                    |
| Año                | Lugar                 | Medalla           | Prueba             |
| 2001               | Lucerna (Suiza)       | Medalla de bronce | Cuatro con timonel |
| 2003               | Milán (Italia)        | Medalla de bronce | Ocho con timonel   |
| 2005               | Kaizu (Japón)         | Medalla de oro    | Cuatro sin timonel |
| 2006               | Eton (Reino Unido)    | Medalla de oro    | Cuatro sin timonel |
| 2009               | Poznań (Polonia)      | Medalla de oro    | Cuatro sin timonel |
| 2011               | Bled (Eslovenia)      | Medalla de plata  | Ocho con timonel   |